# أتسوشي ياماموتو
أتسوشي ياماموتو (باليابانية: 山本篤؛ بالكانا: やまもと あつし) هو منافس ألعاب قوى ياباني، ولد في 19 أبريل 1982 في كاكيغاوا في اليابان.

## وصلات خارجية
- أتسوشي ياماموتو على موقع Paralympic.org (الإنجليزية)
- أتسوشي ياماموتو على موقع IPC.InfostradaSports.com (مؤرشف) (الإنجليزية)

- الموقع الرسمي